# Zapocoatlán
Zapocoatlán es una localidad mexicana del municipio de Xochicoatlán, perteneciente al estado de Hidalgo.

## Historia
Hacia el último cuarto del siglo XVIII, el lugar tenía contabilizadas catorce familias. Aparece descrito en el quinto volumen del Diccionario geográfico-histórico de las Indias Occidentales ó América de Antonio de Alcedo con las siguientes palabras:

ZAPACOTLÁN, Pueblo de la Cabeza de partido y Alcaldía mayor de Zochicoatlan en el mismo Reyno de Nueva España que el anterior, es muy coro pues su vecindario se reduce á 14 familias de Indios, dista 3 leguas al Poniente de su Capital.
(Alcedo, 1789, p. 435)

En la actualidad, pertenece al municipio de Xochicoatlán. En 2020, según el Censo de Población y Vivienda, tenía 81 habitantes.